# هيكتور فريستشي
هيكتور فريستشي (بالإسبانية: Héctor Freschi)‏ (22 مايو 1911 - تاريخ الوفاة غير معلوم) لاعب كرة قدم أرجنتيني راحل كان يجيد اللعب في خط حراسة المرمى.
لعب طوال مسيرته الرياضية في نادي سارميينتو دي ريسيستينسيا.
شارك مع منتخب الأرجنتين في بطولة كأس العالم 1934 في إيطاليا حيث خرج من الدور الثمن النهائي.

## وصلات خارجية
- هيكتور فريستشي على موقع الاتحاد الدولي (مؤرشف)  (الإنجليزية)
- هيكتور فريستشي على موقع قاعدة بيانات كرة القدم.إي يو (الإنجليزية)
- هيكتور فريستشي على موقع ناشيونال فوتبول تيمز (الإنجليزية)
- هيكتور فريستشي على موقع Soccerway.com (الإنجليزية)
- هيكتور فريستشي على موقع عالم كرة القدم.نت (الإنجليزية)
- هذا سيرة ذاتية